# جورج ماركو
جورج ماركو (بالألمانية: Georg Marco)‏ هو مؤلف مسائل شطرنج ‏ نمساوي، ولد في 29 نوفمبر 1863 في تشيرنوفتسي في أوكرانيا، وتوفي في 29 أغسطس 1923 في فيينا في النمسا.

## وصلات خارجية
- جورج ماركو على موقع مباريات الشطرنج (الإنجليزية)
- جورج ماركو على موقع 365Chess.com (الإنجليزية)
- جورج ماركو على موقع Chesstempo.com (الإنجليزية)